# Saint-Jean-le-Vieux (Ain)
Saint-Jean-le-Vieux egy település Franciaországban, Ain megyében. Lakosainak száma 1799 fő (2022. január 1.). Saint-Jean-le-Vieux L’Abergement-de-Varey, Ambronay, Jujurieux és Pont-d’Ain községekkel határos.

## Népesség
A település népessége az elmúlt években az alábbi módon változott:
| Lakosok száma | 1083 | 1061 | 1274 | 1533 | 1645 | 1663 | 1723 | 1772 | 1786 | 1799 |
|               | 1968 | 1982 | 1990 | 2006 | 2013 | 2015 | 2017 | 2019 | 2020 | 2022 |